# Матвєєв Валентин Володимирович
Валенти́н Володи́мирович Матвє́єв (* 10 листопада 1929 Тростянець) — український вчений радянських та сучасних часів-знавець механіки, 1976 — доктор фізико-математичних наук, 1982 — професор, 1982 — заслужений діяч науки УРСР, лауреат Державної премії СРСР 1982 року, лауреат премії ім. О.Динника Академії наук УРСР 1985 року, 1990 — член-кореспондент НАН України,1996 — член Нью-Йоркської академії наук, 2006 — академік НАН України по відділу механіки. Нагороджений орденом «Знак Пошани», «За заслуги» 3 ступеня, медаллю «Ветеран праці», 1987 — почесною медаллю Чехословацького товариства механіків «За заслуги у розвитку механіки».
Походить з родини військовослужбовця та вчительки. 1952 року закінчив Київський автомобільно-дорожній інститут, в 1957—1962 працює аспірантом на кафедрі опору матеріалів.
У 1952 році працював в  МВС УРСР.

## Науковий шлях
З 1966 року працює в Інституті проблем міцності АН УРСР.
З 1975 по 1995 рік — завідувач відділу вібраційної надійності Інституту проблем міцності, одночасно в 1977—1988 — заступник директора з наукової роботи.
1976 року захищає докторську дисертацію: «Механічний гістерезис та демпфірування коливань деформівних тіл».
В 1977—1983 роках працює професором кафедри динаміки та міцності машин і опору матеріалів.
З 1979 року — в складі Наукової ради НАН України за профілем «Механіка твердого деформівного тіла».
У 1982—2005 роках — в складі секції машинобудування й транспорту Комітету з Державних премій України в галузі науки і техніки.
З 1983 року — заступник академіка-секретаря відділу механіки НАН України.
Протягом 1983—1993 років входив до складу Національного комітету СРСР з теоретичної та прикладної механіки, з 1992 — в складі Національного комітету Росії.
Був заступником голови Комісії космічних досліджень Академії наук України, у 1977—1984 роках — заступник відповідального редактора збірника «Космічні дослідження в Україні».
В 1986—1992 роках очолює Державну екзаменаційну комісію за профілем «Динаміка та міцність машин» Київського політехнічного інституту.
У 1992—1996 роках — віце-президент асоціації «Надійність машин і споруд», в тих же роках — заступник голови Технічного комітету України з стандартизації «Надійність техніки».
1993 року входить до складу Національного комітету України з теоретичної та приклідної механіки.
З 1996 року в інституті міцності очолює відділ коливань та вібраційної надійності.
1998 року входить до складу Національного комітету України з машинознавства.
Був в редакційних колегіях спеціалізованих журналів та міжвідомчого збірника.

## Дещо з наукового доробку
Його основні праці стосуються:
- коливань механічних систем,
- міцності матеріалів і елементів конструкцій в екстремальних умовах циклічного навантаження.

Є автором та співавтором понад 350 наукових праць, з них 11 монографій і довідників, зокрема:
- «Вібропоглинаючі властивості конструкційних матеріалів» — 1971, у співавторстві, 1976 — видано польською мовою,
- «Довідник по опору матеріалів» — у співавторстві, 1975, 1980 в 1975 та 1985 роках випущено французькою мовою, 1979, 1985, 1989 — іспанською, 1985 — португальською.
- «Міцність матеріалів та елементів конструкцій в екстремальних умовах» — 1980, в двох томах, у співавторстві,
- «Демпфірування коливань тіл, що деформуються» — 1985,
- 2005 — «Міцність матеріалів та конструкцій», у співавторстві,

## Родина
Його дружина, Леся Василівна († 2012) — докторка історичних наук, директорка Інституту сходознавства НАН України.
Їхня дочка, Тетяна Валентинівна — за освітою інженер, директорка Київського відділення МГО «Центр сприяння житловим та муніципальним проблемам», син — Сергій Валентинович — кандидат технічних наук.